# Saint-Sulpice-de-Grimbouville
Saint-Sulpice-de-Grimbouville település Franciaországban, Eure megyében. Lakosainak száma 156 fő (2022. január 1.).

## Népesség
A település népessége az elmúlt években az alábbi módon változott:
| Lakosok száma | 83   | 136  | 159  | 170  | 180  | 181  | 167  | 157  | 154  | 156  |
|               | 1968 | 1982 | 1990 | 2006 | 2013 | 2015 | 2017 | 2019 | 2020 | 2022 |